# 莫罗尼 (犹他州)
摩羅乃（英文：Moroni），是美国犹他州桑皮特县下属的一座城市。建市于 1859年，面积大约为1.07平方英里（2.8平方公里），海拔约为5,531英尺（1,686米）。根据2010年美国人口普查，该市有人口1,423人。